# Signes (émission de télévision)
 (mai 2014).
Pour les articles homonymes, voir Signes.
Signes est une émission de télévision francophone présentée en langue des signes qui s'adresse aux sourds comme aux entendants présentée, diffusée un samedi par mois sur RTS 1 et rediffusé en RTS 2.

## Histoire
L'origine de l'émission Signes était Écoutez voir créée en 1982. Il s'agissait d'une émission réalisée en studio destinée à permettre l'accès à la télévision pour les personnes sourdes et malentendantes. À l'époque en effet, le sous-titrage n'existait pas encore et donc les personnes sourdes n'avaient aucun accès aux programme de télévision. Le lancement de l'émission a coïncidé avec ce que l'on a appelé le réveil sourd, c'est-à-dire la fin progressive de l'interdiction de la langue des signes à l'école et les débuts d'une lente reconnaissance de cette langue. L'émission n'a jamais cessé d'accompagner l'évolution de la re-découverte de la culture sourde. En 1987, l'émission est menacée, une pétition est lancée pour la sauver. L'émission devient Signes en 1989. En 2004, l'émission quitte le studio et devient une émission de reportages monothématique. Depuis janvier 2018, Signes devient nationale, c'est-à-dire qu'elle est adaptée et diffusée à la télévision suisse alémanique SRF et suisse italienne RSI.

## Concept de l'émission
Signes est l’émission en langue des signes de la RTS. Destinée aux sourds, aux malentendants et à toute personne curieuse de leur réalité, l’émission propose chaque mois un reportage de 30 minutes sur tous les domaines qui touchent le monde de la surdité, dans un esprit de promotion de l’intégration sociale. Les sourds s'y expriment en langue des signes française (LSF) et sont doublés en français ; les interviews des entendants sont interprétées en LSF.

## Présentateurs
- Stéphane Faustinelli (1982-1987)
- Monique Aubonney (1987-2015)
- Giovanni Palama (1987-1999)
- Christian Gremaud (2000-2016)
- Joëlle Cretin (2004-2008)
- Stéphane Beyeler (depuis 2004)
- Eva Hammar (2006-2013)
- Marie Castella (depuis 2012)
- Carole Prekel (depuis 2015)
- David Raboud (depuis 2016)
- Carmela Zumbach (depuis 2018)

## Production
- Augustin Oltramare (1998-2003)
- Janka Kaempfer (2004-2013)
- Stéphane Brasey (depuis 2014)